# Kabellichtlot

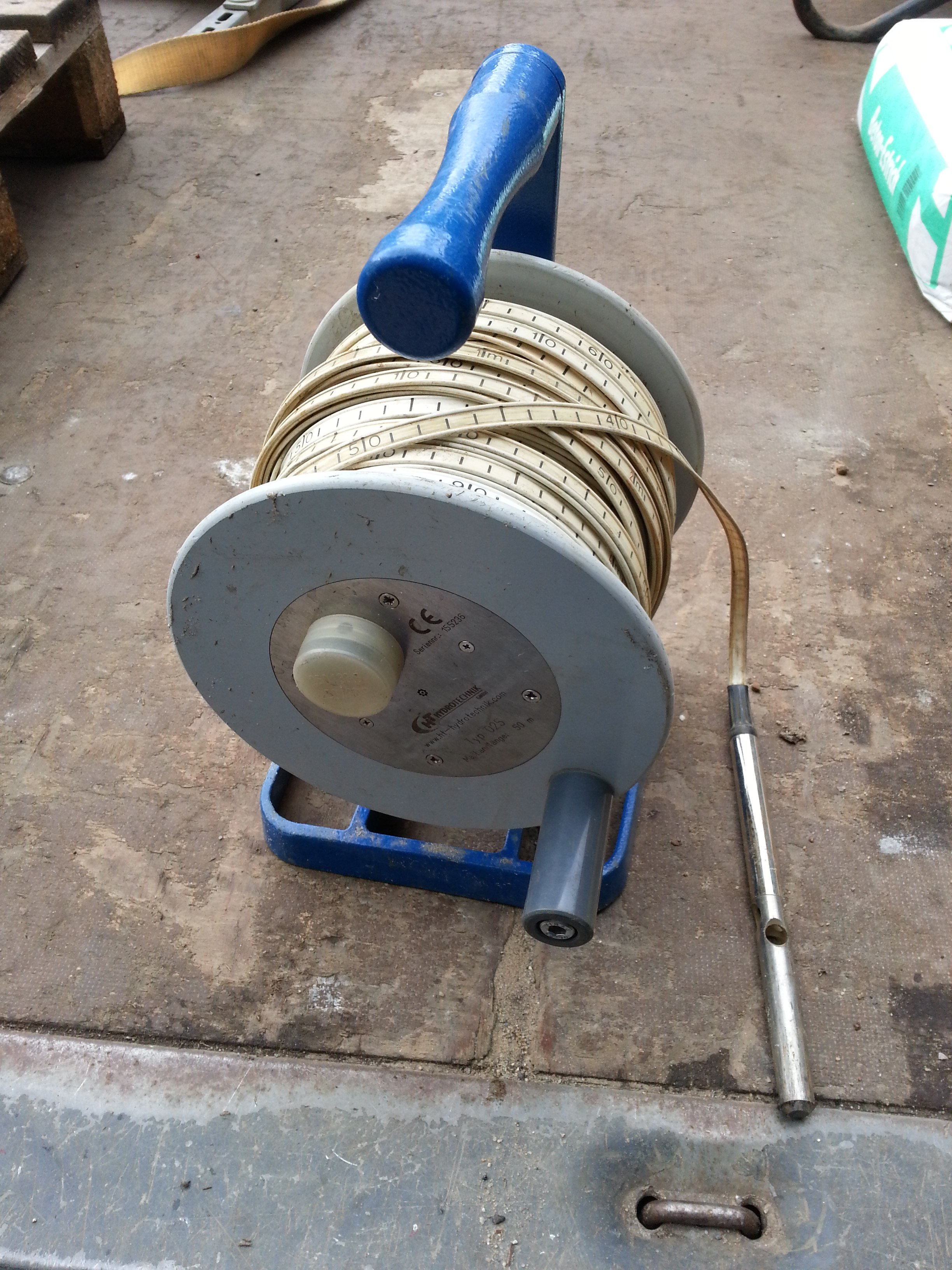
Bild eines modernen Kabellichtlotes

Das Kabellichtlot, auch Lichtlot, dient zur manuellen Messung der Tiefenlage des Wasserspiegels in Brunnen, Pegelrohren und engen Bohrungen. 

## Funktionsweise
Das Messprinzip beruht auf der elektrischen Leitfähigkeit von Wasser.
An einem Maßband, in welches zwei stromführende Drähte eingearbeitet sind, befindet sich eine Elektrode. Diese Elektrode wird, an dem Maßband hängend, von der Kabelrolle langsam in den Brunnen bzw. Schacht abgelassen. Sobald die Elektrode (Nullpunkt) des Lotes den Wasserspiegel berührt, fließt ein Strom von der Elektrode zum Sondenkörper (Gegenelektrode); der Stromkreis wird geschlossen und die Signallampe an der Kabeltrommel leuchtet auf. 
Durch leichtes Anheben der Vorrichtung erlischt die Lampe sofort, dadurch kann die Wasseroberfläche ertastet werden. Die Teufe des Wasserspiegels (somit die lotrechte Entfernung vom Messpunkt nach unten) kann nun an der Referenzmarke (z. B. Oberkante des Pegelrohres) auf der Skala des Maßbandes abgelesen werden. 

## Ausführungen
Kabellichtlote sind in verschiedenen Längen bis hin zu mehreren Hundert Metern erhältlich. Es gibt zudem auch Modelle mit integriertem Temperatursensor oder mit zusätzlichem akustischem Signal bei Wasserkontakt.